# Tengboche
Tengboche (o Thyangboche) és una població a Khumjung en la regió Khumbu del Nepal nord-oriental, situada a 3,867 metres (12,687 ft) d'altitud. En aquesta població hi ha un monestir budista important Monestir de Tengboche. Tengboche té una vista paronàmica de l'Himàlaia, incloent els pics de Tawache, Everest, Nuptse, Lhotse, Ama Dablam, i Thamserku.

Tengboche
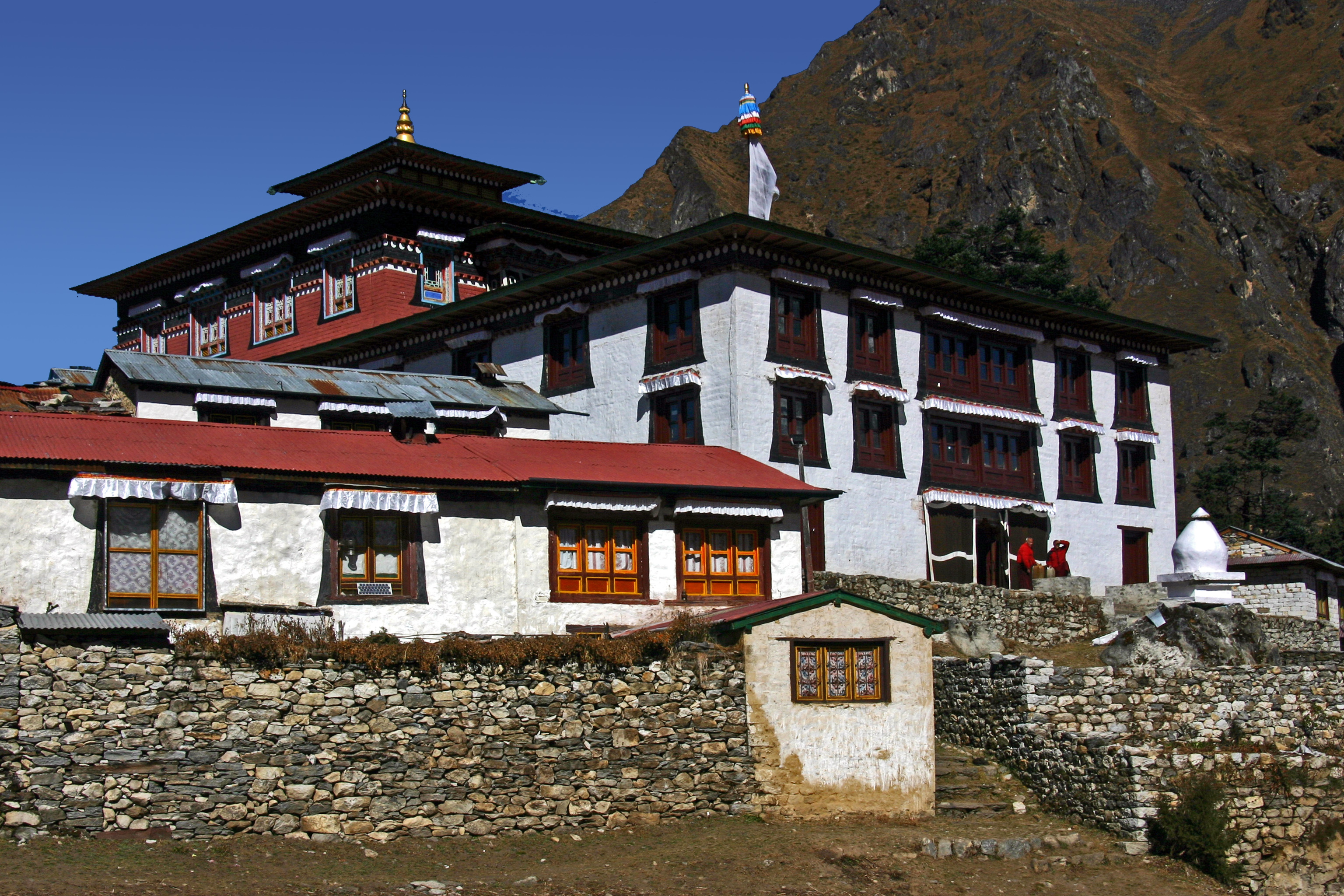
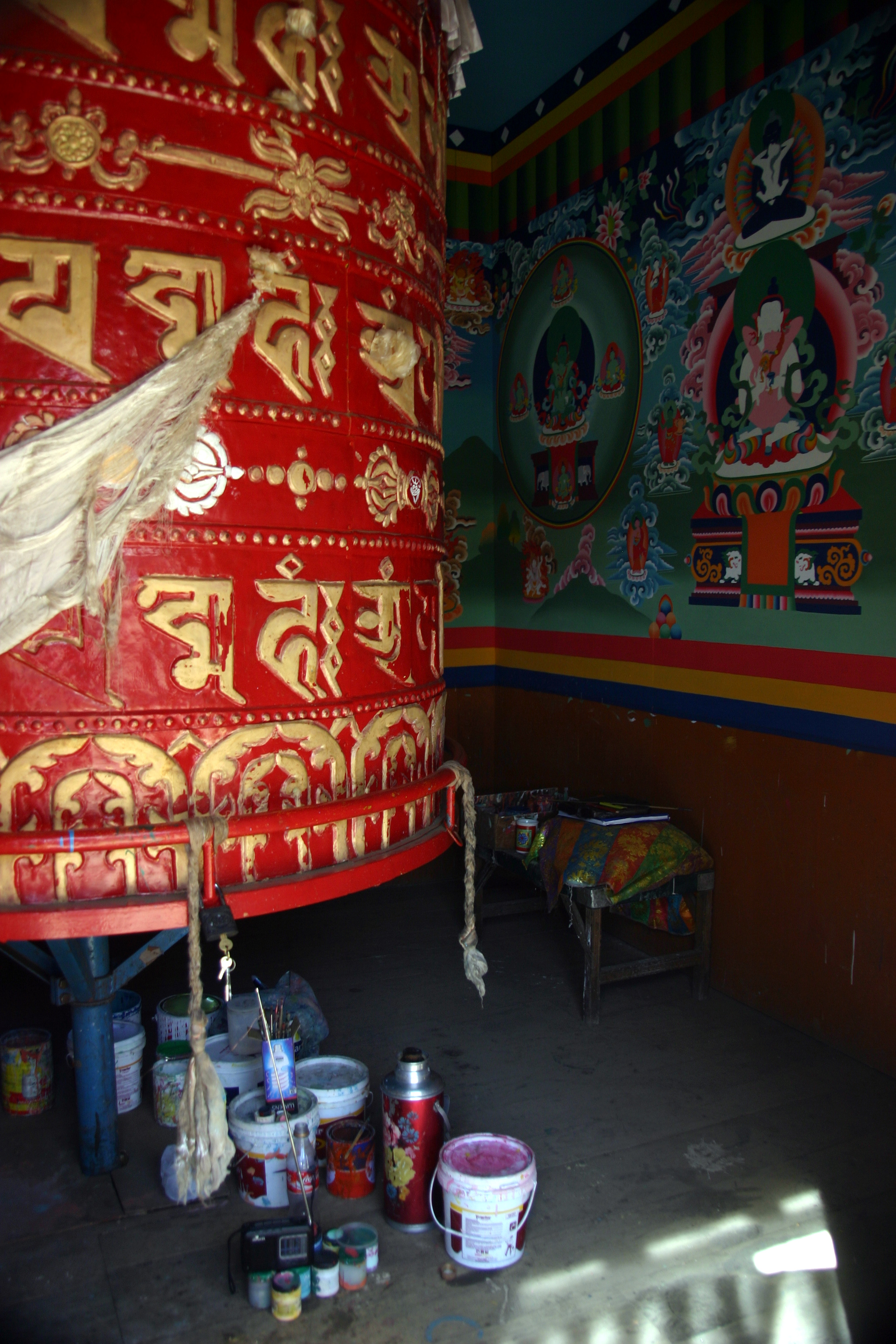
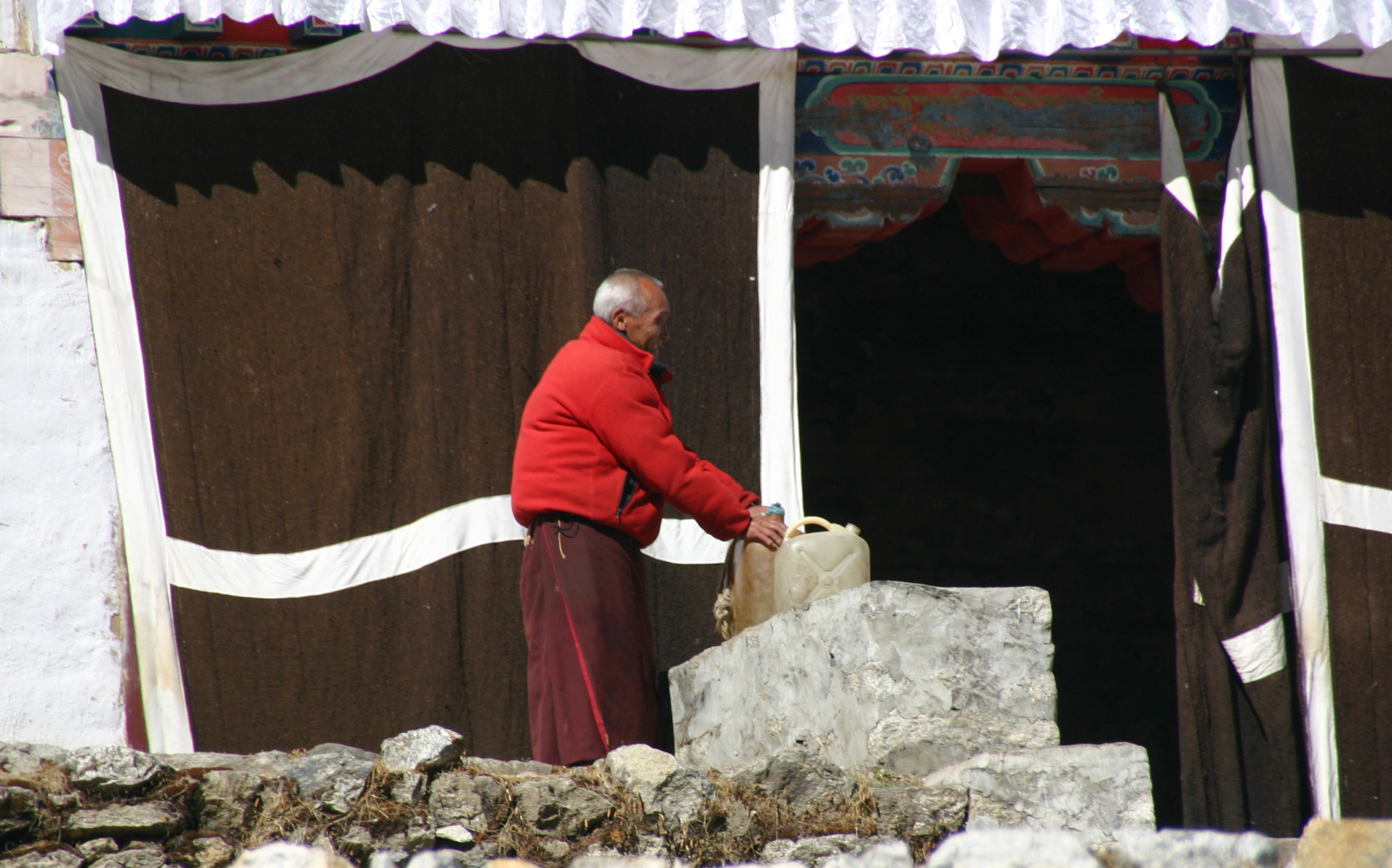
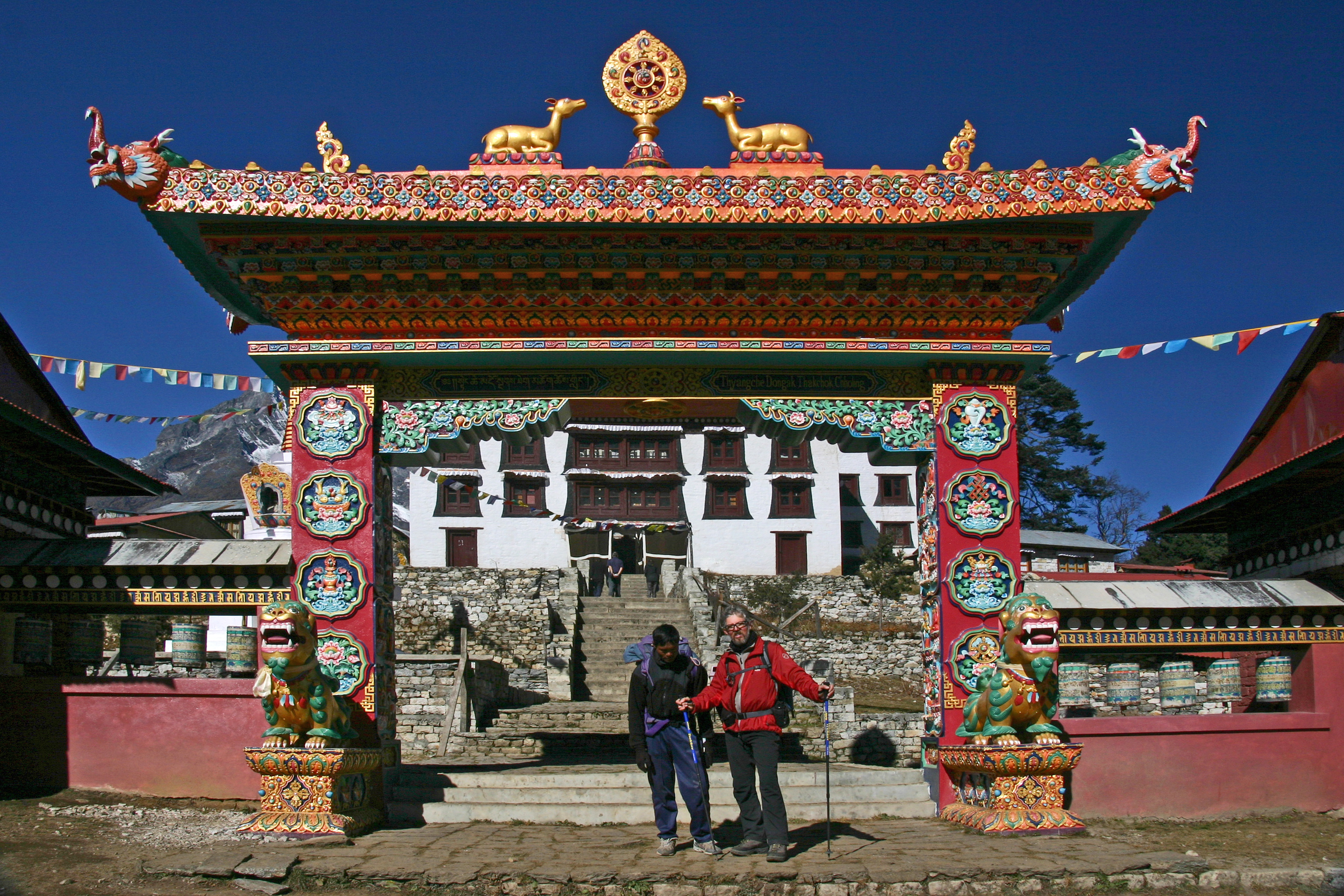
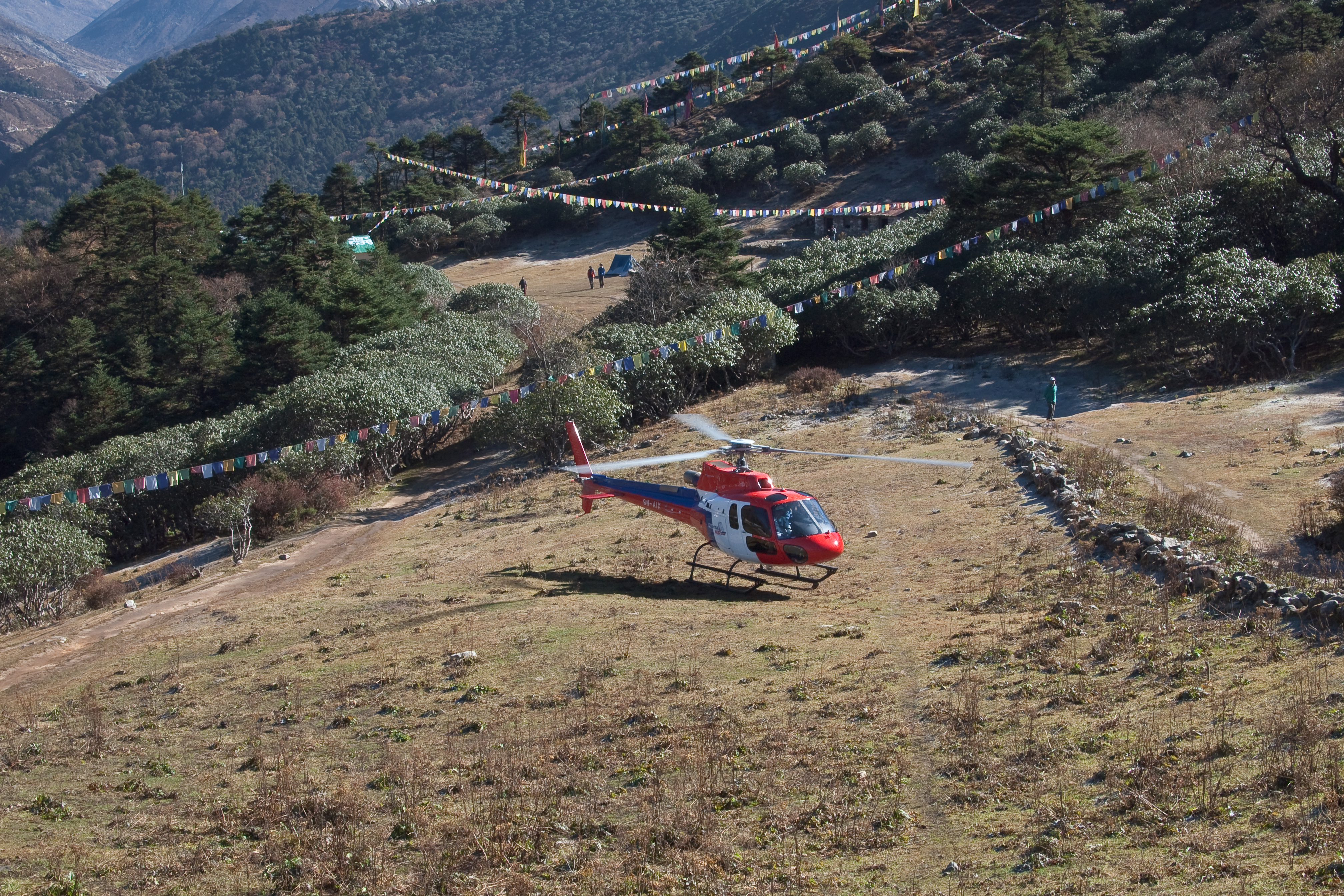
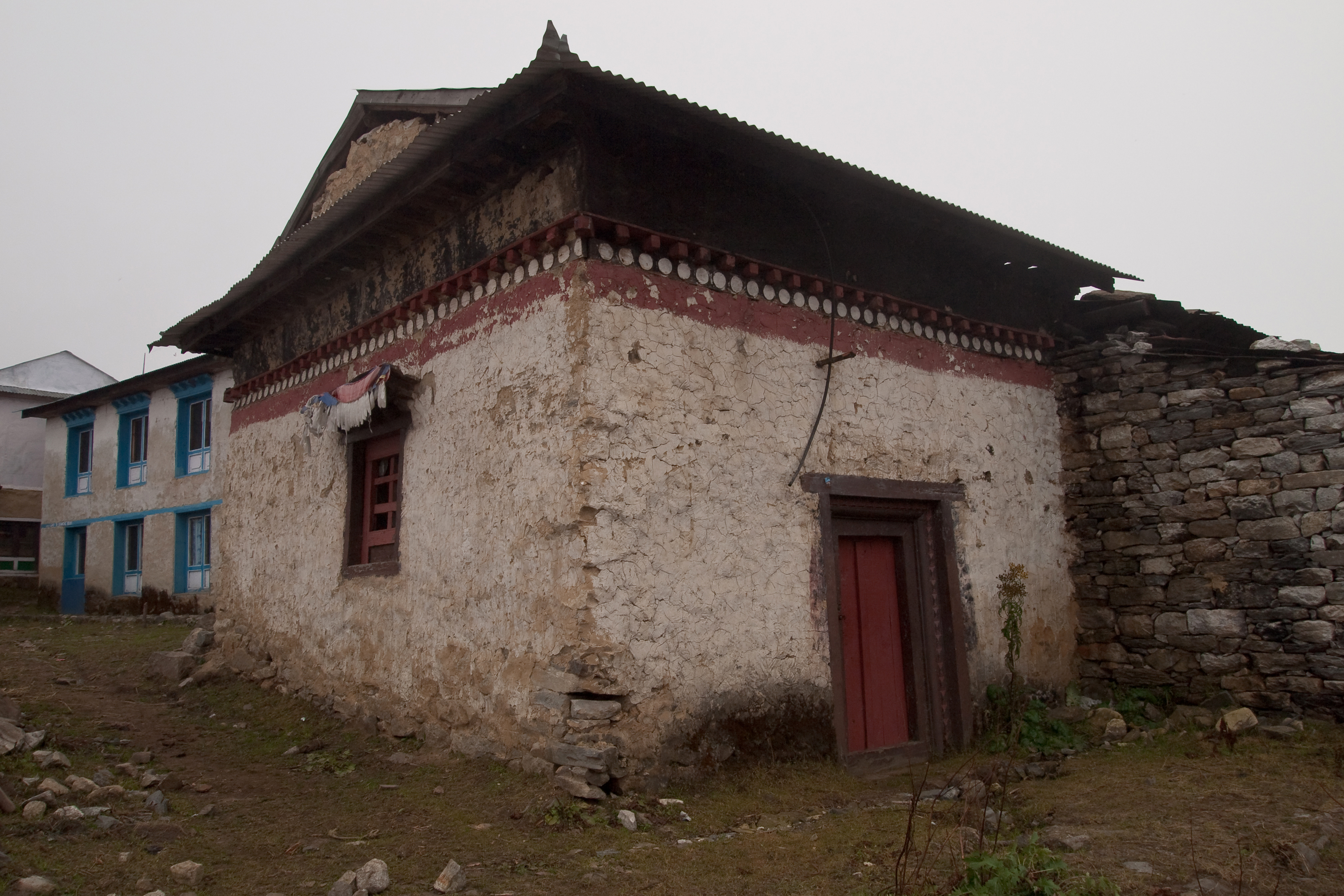